# Такси (фильм, 1998)
«Такси́» (фр. Taxi) — французский кинофильм 1998 года, сочетающий в себе элементы кинокомедии, боевика, приключенческого фильма и детектива. Фильм породил одну из самых коммерчески успешных франшиз во Франции, чьи сборы в мировом прокате превысили 300 млн долларов. Мировые кассовые сборы первого фильма — $44,4 млн.

## Сюжет
Даниэль Моралес работает доставщиком пиццы в городе Марселе. Однажды он решил бросить эту работу ради другой, которую ждал шесть лет — работа в такси на высокоскоростном автомобиле Peugeot 406. В последний день работы коллеги Даниэля устроили ему пышные проводы. Следующим утром он получает удостоверение водителя такси. За короткое время Даниэль прославился тем, что всегда довозит своих клиентов гораздо раньше условленного времени, попутно нарушая правила дорожного движения — разъезжая на высокой скорости и привлекая тем самым внимание полицейских. При этом пассажирам говорит, что не имеет водительских прав.
Однажды Даниэль подвёз до дома женщину Камиллу Кутан-Корбадек. Женщина в благодарность приглашает таксиста домой. Камилла рассказывает Даниэлю о своём сыне, Эмильене, программисте компании IBM, которого часто преследуют неудачи; например, он не может получить водительские права уже восьмой раз подряд. Эмильен, на самом деле, не программист, а служащий полиции. Будучи робким, стеснительным и неказистым он скрывает от многих этот факт и прикидывается компьютерным программистом. В довершении ко всему, Эмильен безответно влюблён в свою коллегу, комиссара Петру, которая не воспринимает его всерьёз.
Тем временем, полиция занимается охотой на немецкую банду «Мерседес», занимающуюся ограблением банков. Под руководством комиссара Жибера полицейские устраивают возле очередного банка засаду. Вот они уже готовы взять банду, но из-за неосторожности Эмильена, полиция реагирует раньше времени и обстреливает вместо машины преступников автомобиль самого министра внутренних дел. Эмильен расстроен очередной неудачей в жизни. Мать утешает его как может. Она предлагает опаздывающему на работу сыну добраться на такси и звонит Даниэлю, который через несколько минут забирает Эмильена. Думая, что перед ним программист, таксист грубо отзывается о полицейских, не стыдится того, что он нарушает правила дорожного движения. Эмильен пытается с ним спорить, и тогда Даниэль демонстрирует перед своим пассажиром свою водительскую мощь.
Доехав до участка, Эмильен представляется Даниэлю сотрудником полиции и задерживает таксиста. Во время ведения протокола Эмильена отвлекает Петра, которая вскоре уходит. Желая произвести на девушку впечатление и, вообще, перестать быть неудачником, Эмильен просит помочь Даниэля поймать банду в обмен на возврат удостоверения водителя такси. Даниэль соглашается. Он изучает фотографии авто преступников и замечает, что их шины совсем истёртые. Также, Даниэль определяет место, где бандиты будут заниматься шиномонтажем — шиномонтажная мастерская, которой владеет немец Крюгер. Ночью Эмильен и Даниэль приезжают к этому месту. Дождавшись приезда бандитов, непутёвый полицейский пытается их задержать, спрятавшись в багажнике. Но немцы, приняв Эмильена за эмигранта-нелегала, выкидывают его в мусорный бак. Утром Эмильен приезжает к Крюгеру допросить его, но хозяин мастерской встречает его выстрелами. Даниэль спасает полицейскому жизнь.
Насмотревшись детективов, Эмильен изобретает план, как поймать банду: выстрелом установить в машине немцев жучок, впоследствии выследить их и поймать. С планом ознакомился комиссар Жибер. Во время очередного ограбления полиция вновь устраивает засаду. В красный «Мерседес» бандитов устанавливается жучок. Машина какое-то время находится в зоне видимости полиции, но в определённый момент теряется. Очередной план Эмильена провалился. Вдобавок, уходя Эмильен забыл выключить чайник, в результате его квартира сгорает в пожаре.
Эмильен вместе с матерью приходят к Даниэлю на временное пристанище, что злит Лили, девушку таксиста, так как у них намечалась романтическая ночь, которая уже несколько раз откладывалась. Даниэль рассказывает ей про то, как полицейский его задержал, и про их договор. Лили обвиняет Эмильена в шантаже. В ответ на это Эмильен возвращает Даниэлю удостоверение и говорит, что пришёл к нему как к другу, а не потому, что между ними договор. Даниэль соглашается приютить у себя пострадавших. Лили и Камилла находят общий язык, равно как и Даниэль и Эмильен. Даниэль рассказывает, что не может стать гонщиком, потому что его отец, профессиональный гонщик, получивший спортивную травму, не очень был бы этому рад. Также выясняется, что Даниэль и Эмильен родились и выросли в одном районе. 
Следующим днём Даниэль сообщает Эмильену, как немцам удалось ускользнуть: в специальном грузовике они перекрасили красные машины в серый, менее заметный цвет. Таксист вычисляет их местонахождение и провоцирует на гонку, в которой выигрывает. Всё это Даниэль сделал с целью, чтобы немцы его запомнили. Далее у находчивого таксиста созревает план, как поймать банду. Для осуществления плана необходимо добыть ключи от светофоров Марселя. Эмильен смог добыть один из них в душе, из которого сделали несколько дубликатов. Попутно Эмильен даёт понять Петре, что любит её, поцеловав её в губы. К
тал решапо поимке банды ющий день. Полиция вновь сидит в засаде. Немцы опять успешно грапереключать  едут к ыгрузовику, откуда выезжают на перекрашенных автомобилях. Даниэль вновь встречает их и опять провоцирует на гонку. Разозлённые бандиты бросаются за наглым таксистом в погоню, во время которой светофоры переключаются на красный и зелёный света в определённом порядке, чтобы машина Даниэля и авто бандитов беспрепятственно проезжали по улицам города. Даниэль заманивает бандитов на недостроенную автостраду, где они попадают в ловушку — голый участок, откуда невозможно выехать.
За успешно проведённую операцию Даниэль и Эмильен отмечаются особыми наградами. Петра наконец отвечает Эмильену взаимностью, а Даниэль получает возможность участвовать в гонках «Формула-3», при этом его спонсором становится Марсельская полиция. 

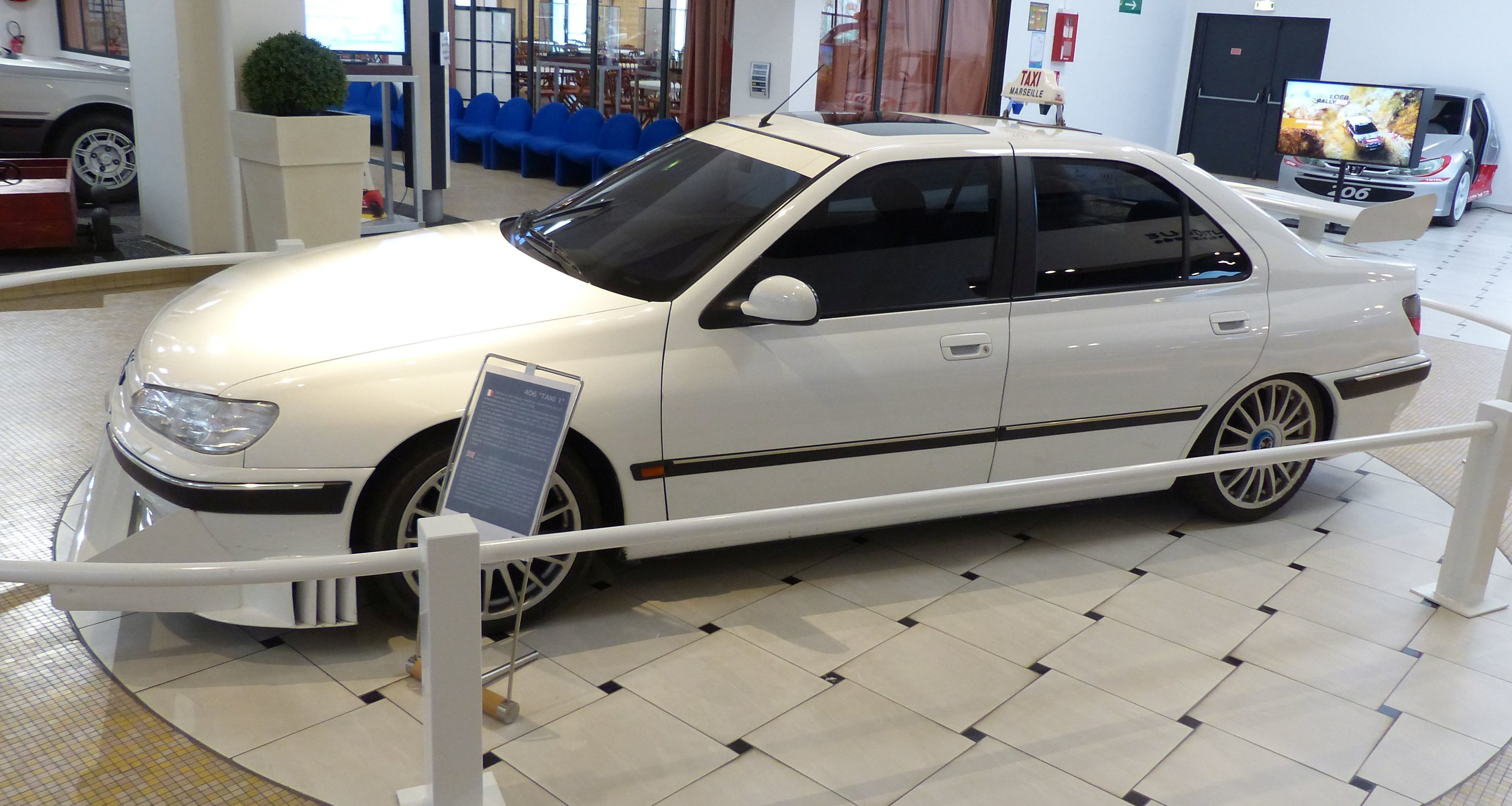
Пежо 406 из фильма в Музее Пежо в Сошо.

## В ролях
| Актёр              | Роль                                                           |
| ------------------ | -------------------------------------------------------------- |
| Сами Насери        | Даниэль Моралес (таксист и бывший доставщик пиццы)             |
| Фредерик Дифенталь | Эмильен Кутан-Корбадек (инспектор полиции, влюблённый в Петру) |
| Марион Котийяр     | Лили (подруга и невеста Даниэля)                               |
| Мануэла Гурари     | Камиль Кутан-Корбадек (мать Эмильена)                          |
| Бернар Фарси       | комиссар Жерар Жибер                                           |
| Эмма Сьоберг       | Петра (коллега Эмильена)                                       |
| Эдуар Монтут       | Ален Трезор (коллега Эмильена)                                 |
| Рихард Заммель     | главарь немецкой банды грабителей                              |
| Себастьян Тьери    | инструктор по вождению                                         |

## Саундтрек
- Chiens de Paille — Maudits Soient Les Yeux Fermés
- Akhenaton — Scooter
- Assia — Dini
- Fonky Family — L’Amour Du Risque
- Akhenaton — La Charge
- Deni Hines — Give Me Your Love
- 3ieme Oeil — La vie de rêve
- Akhenaton — Première Attaque
- Freeman and K Rhyme Le Roi — Le Dernier Coup
- Karl — Ne Rien Faire
- Akhenaton — 2eme Attaque
- IAM — Marseille La Nuit
- Mafia Underground — Taxi 777
- Akhenaton — Dernière Banque
- Carre Rouge — Vie Infecté
- K Reen and Def Bond — Tu me plais
- Akhenaton — Thème de lily III
- Akhenaton — Lyrix Files
- Deni Hines — What Makes You A Man
- Nicholas Roubanis, S.K. Russell, Fred Wise, Milton Leeds — misirlou (taxi theme)
- Akhenaton feat. La Cosca — Client Aeroport

## Награды и номинации
| Год  | Премия            | Категория                    | Лауреаты и номинанты         | Результат |
| ---- | ----------------- | ---------------------------- | ---------------------------- | --------- |
| 1999 | «Сезар»           | Лучший фильм                 |                              | Номинация |
| 1999 | «Сезар»           | Лучший режиссёр              | Жерар Пирес                  | Номинация |
| 1999 | «Сезар»           | Самый многообещающий актёр   | Сами Насери                  | Номинация |
| 1999 | «Сезар»           | Самая многообещающая актриса | Марион Котийяр               | Номинация |
| 1999 | «Сезар»           | Лучшая музыка к фильму       | IAM                          | Номинация |
| 1999 | «Сезар»           | Лучший звук                  | Венсан Тюлли, Венсан Арнарди | Победа    |
| 1999 | «Сезар»           | Лучший монтаж                | Вероника Ланж                | Победа    |
| 2000 | Csapnivalo Awards | Лучшая музыка к фильму       | IAM                          | Победа    |